# Paolo De Grandi
Paolo De Grandi (Riva Valdobbia, 4 giugno 1916 – ...) è stato un calciatore italiano, di ruolo attaccante.

## Caratteristiche tecniche
Giocò nel ruolo di ala sinistra.

## Carriera
Giocò in Serie A con la Pro Vercelli.